# 라인마인 S반
라인-마인 S반(독일어: S-Bahn Rhine-Main S반 라인-마인[*])은 독일 헤센주 프랑크푸르트암마인과 그 주변 지역(라인-마인권)에서 운행되는 통근형 광역 철도 체계(S반)의 총칭이다. 체계는 9개의 노선으로 구성되며, 그 중 8개의 노선은 프랑크푸르트 도심에 뚫린 프랑크푸르트 도심 터널선을 경유하여 운행된다. DB 시각표 번호는 645이다.

## 노선
| 노선색 | 노선 번호 | 기점                   | 경유지                                                                       | 종점                      | 거리    | 역수 | 비고 |
| ------ | --------- | ---------------------- | ---------------------------------------------------------------------------- | ------------------------- | ------- | ---- | ---- |
|        |           | 비스바덴 중앙역        | 프랑크푸르트-회흐슈트 ~ 프랑크푸르트 도심 터널선 ~ 오펜바흐 동역             | 뢰더마르크-오버로덴 역    | 72.1 km | 33   |      |
|        |           | 니더하우젠 역          | 프랑크푸르트-회흐슈트 ~ 프랑크푸르트 도심 터널선 ~ 오펜바흐 동역             | 디첸바흐 역               | 54.7 km | 27   |      |
|        |           | 바트 조덴 역           | 프랑크푸르트 서역 ~ 프랑크푸르트 도심 터널선 ~ 랑엔                          | 다름슈타트 중앙역         | 49.0 km | 29   |      |
|        |           | 크론베르크 역          | 프랑크푸르트 서역 ~ 프랑크푸르트 도심 터널선                                 | 랑엔 역 다름슈타트 중앙역 | 33.5 km | 22   |      |
|        |           | 프리트리히스도르프 역  | 프랑크푸르트 서역 ~ 프랑크푸르트 도심 터널선                                 | 프랑크푸르트 남역         | 28.9 km | 17   |      |
|        |           | 프리트베르크 역        | 프랑크푸르트 서역 ~ 프랑크푸르트 도심 터널선                                 | 프랑크푸르트 남역         | 39.1 km | 21   |      |
|        |           | 리트슈타트-고델라우 역 | 리트 선                                                                      | 프랑크푸르트 중앙역       | 35.2 km | 10   |      |
|        |           | 비스바덴 중앙역        | 마인츠 중앙역 ~ 프랑크푸르트 공항 ~ 프랑크푸르트 도심 터널선 ~ 오펜바흐 동역 | 하나우 중앙역             | 70.3 km | 28   |      |
|        |           | 비스바덴 중앙역        | 마인츠-카슈텔 ~ 프랑크푸르트 공항 ~ 프랑크푸르트 도심 터널선 ~ 오펜바흐 동역 | 하나우 중앙역             | 66.1 km | 25   |      |

## 같이 보기
- S반
- 프랑크푸르트 지하철
- 프랑크푸르트암마인 노면전차